# Erdei szemeslepke
Az erdei szemeslepke (Pararge aegeria) a tarkalepkefélék (Nymphalidae) családjába tartozó, nappali életmódú, sötétbarna alapszínű lepkefaj. Európában erdős élőhelyeken, tisztásokon széles körben elterjedt, Magyarországon is előfordul.

## Jellemzői
Két igen eltérő kinézetű földrajzi változata van, ezeket külön alfajoknak szokás tekinteni. Az Észak- és Kelet-Európában elterjedt P. a. tircis szárnyfelszíne sötétbarna, halványsárga vagy krémszínű foltokkal díszítve, fehér közepű, sárga gyűrűjű, de feketék vagy sötétszürke színű szemfoltokkal. Az elülső szárnyon egyetlen szemfolt, a márványmintás hátulsó szárnyon több (3-4) szemfolt található. Az Anglia–Észak-Olaszország vonaltól délre gyakoribb P. a. aegeria példányain a sárgát a narancssárga váltja fel, a szemfoltok pedig inkább vörösesbarnák. A két alfaj lépcsőzetesen alakul át egymásba. Az erdei szemeslepke előfordul Észak-Afrikában és Madeira szigetén is. A molekuláris genetikai vizsgálatok eredményei szerint az afrikai és madeirai populációk közeli rokonságban állnak, és eltérnek mindkét európai alfajtól; ez arra utal, hogy Madeirát Afrikából érték el a lepkék, és hogy az afrikai populációk hosszú ideje el vannak szigetelve az európai erdei szemeslepkéktől. A déli változat hasonlít a vörös szemeslepkére (Pararge megera)
A nőstények foltjai általában világosabbak, jobban kivehetőek. A szárnyak fesztávolsága 4-4,5 cm, bár a hímek általában valamivel kisebbek. A hímek erősen territoriálisak, közvetlen területüket megvédik a betolakodó hímektől, de más fajoktól is. A csata után a győztes visszatér kedvenc helyére, ami leggyakrabban egy napsütötte folt egy levélen vagy a talajon. Más hímek nagyobb területet védelmeznek.
A hátsó szárnyon a hímeknél 3 vagy 4 szemfolt lehet, a negyedik csak repülés közben látható. Úgy tűnik, hogy a négyfoltos változat gyakrabban választja a nagyobb területen keresgélő párválasztási stratégiát. Ez egybevág a szemfoltok azzal a valószínűsített funkciójával, hogy a ragadozókat (pl. madarak) a szárny szélének megcélzására csábítja (aminek sérülése csak kismértékben érinti a lepkét) a test központi része helyett. Másrészről az élőhely is befolyásolhatja a párkereső stratégiát: a tűlevelű erdőkben gyakoribb az egy helyben őrködés, míg a réteken inkább a nagyobb területre kiterjedő párkeresés a jellemző.

## Szaporodás
A zöld színű hernyó kb. 2,5 cm-es hosszúságig nő meg, különböző fűféléket fogyaszt. A báb zöld vagy sötétbarna. A faj egyedülálló képessége, hogy két elkülönült fejlődési fokozatában (báb és félig kifejlett lárva) egyaránt képes áttelelni. Emiatt az év során többször is kirepülnek imágóik.

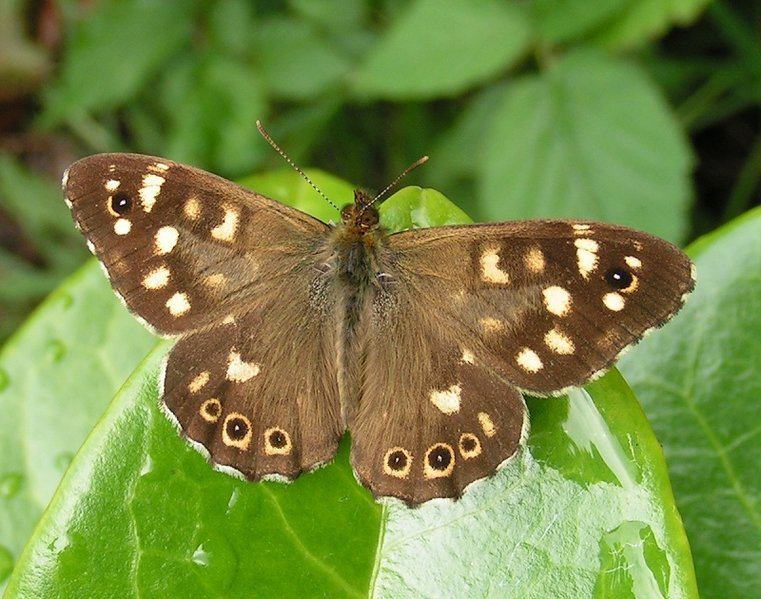
Hím P. a. tircis
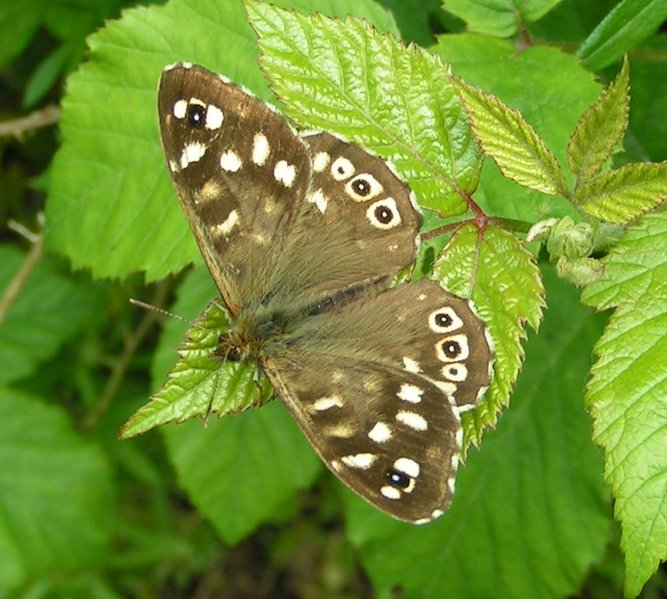
Nőstény P. a. tircis
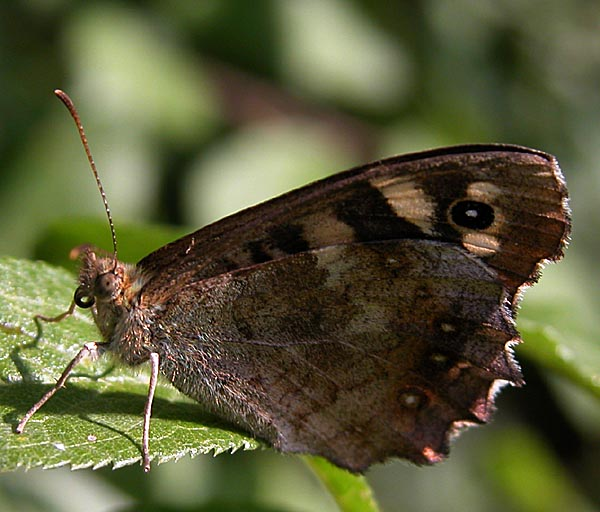
P. a. tircis alsó oldala
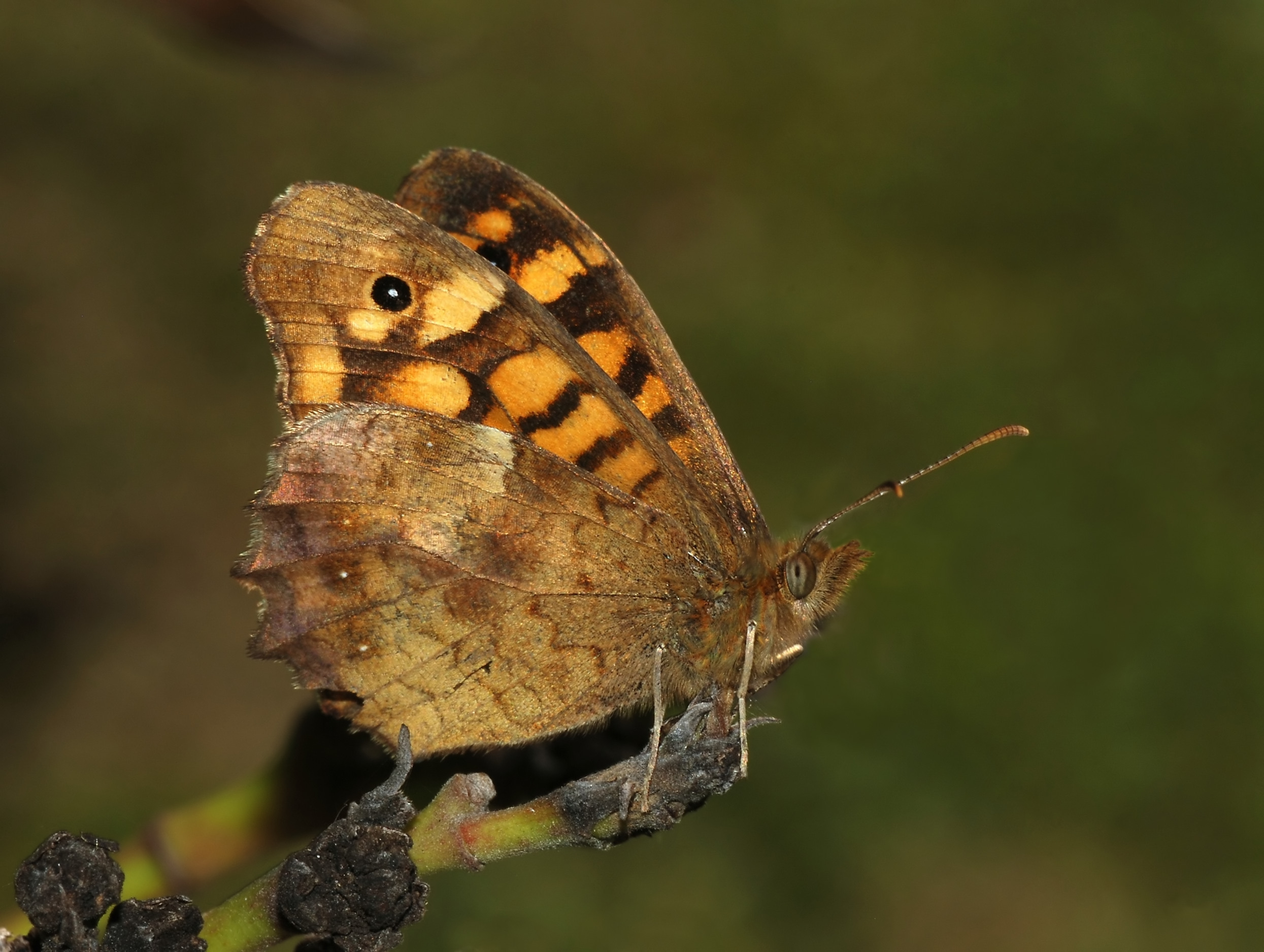
Hím P. a. aegeria
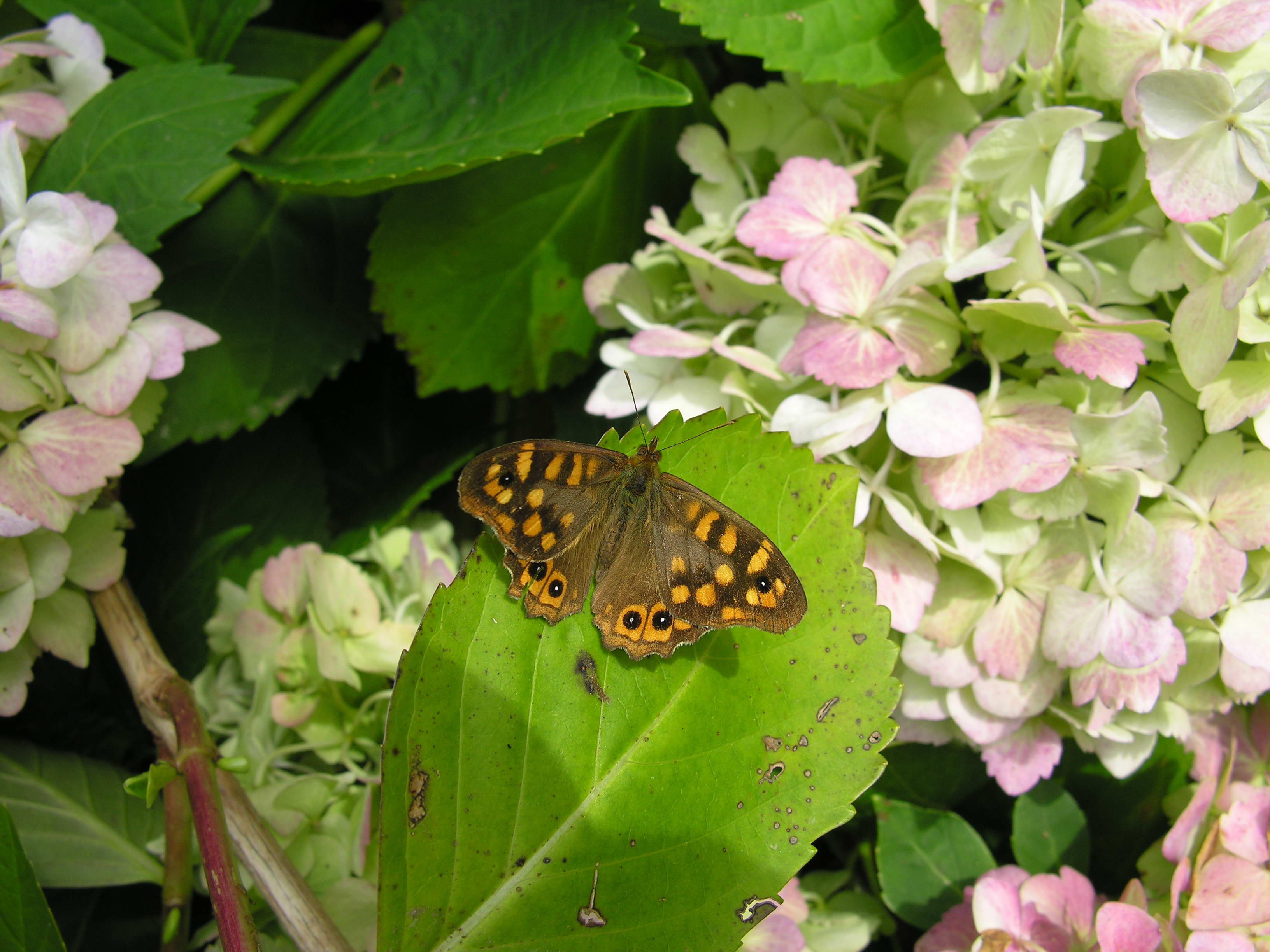
Hím P. a. aegeria
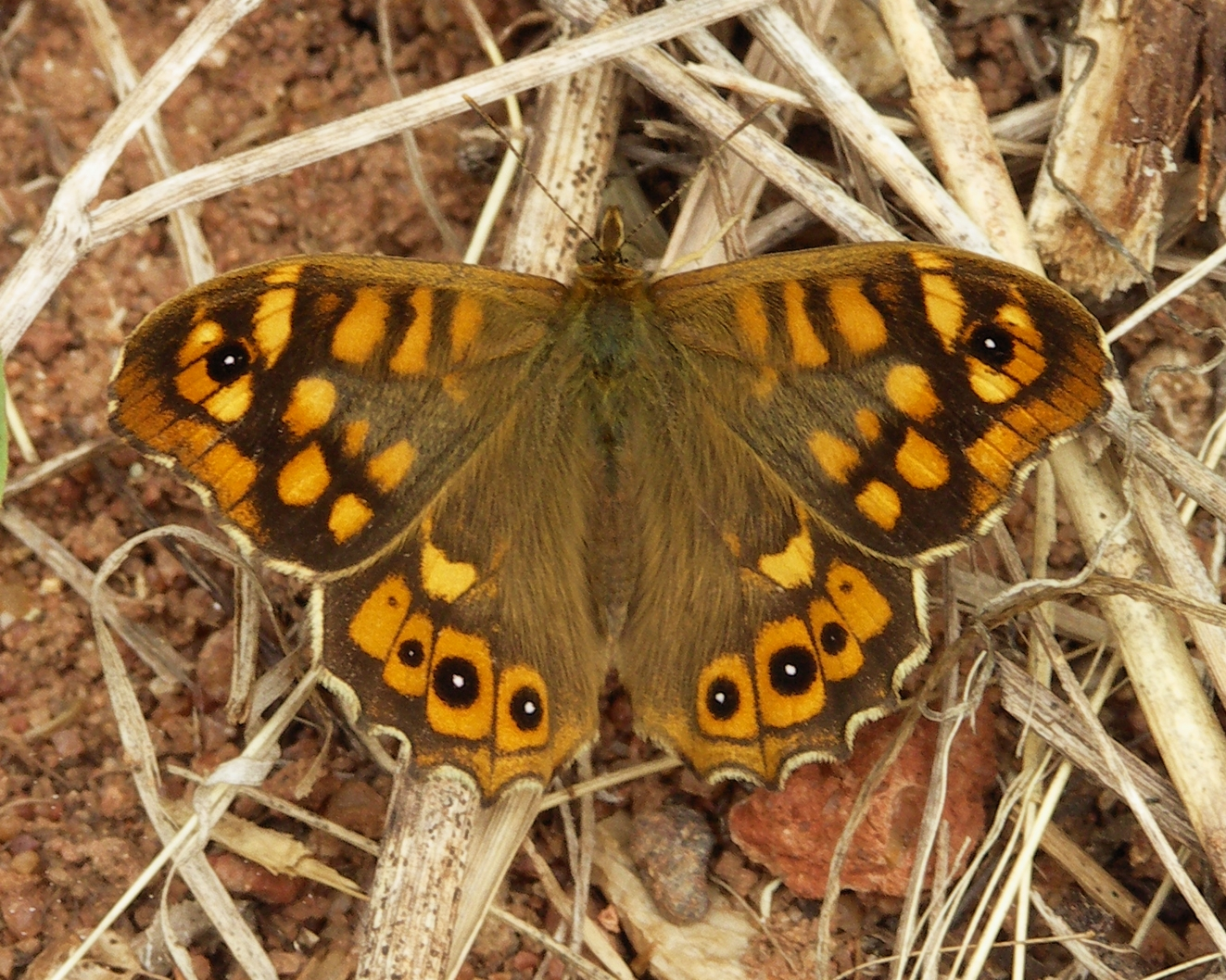
Hím P. a. aegeria
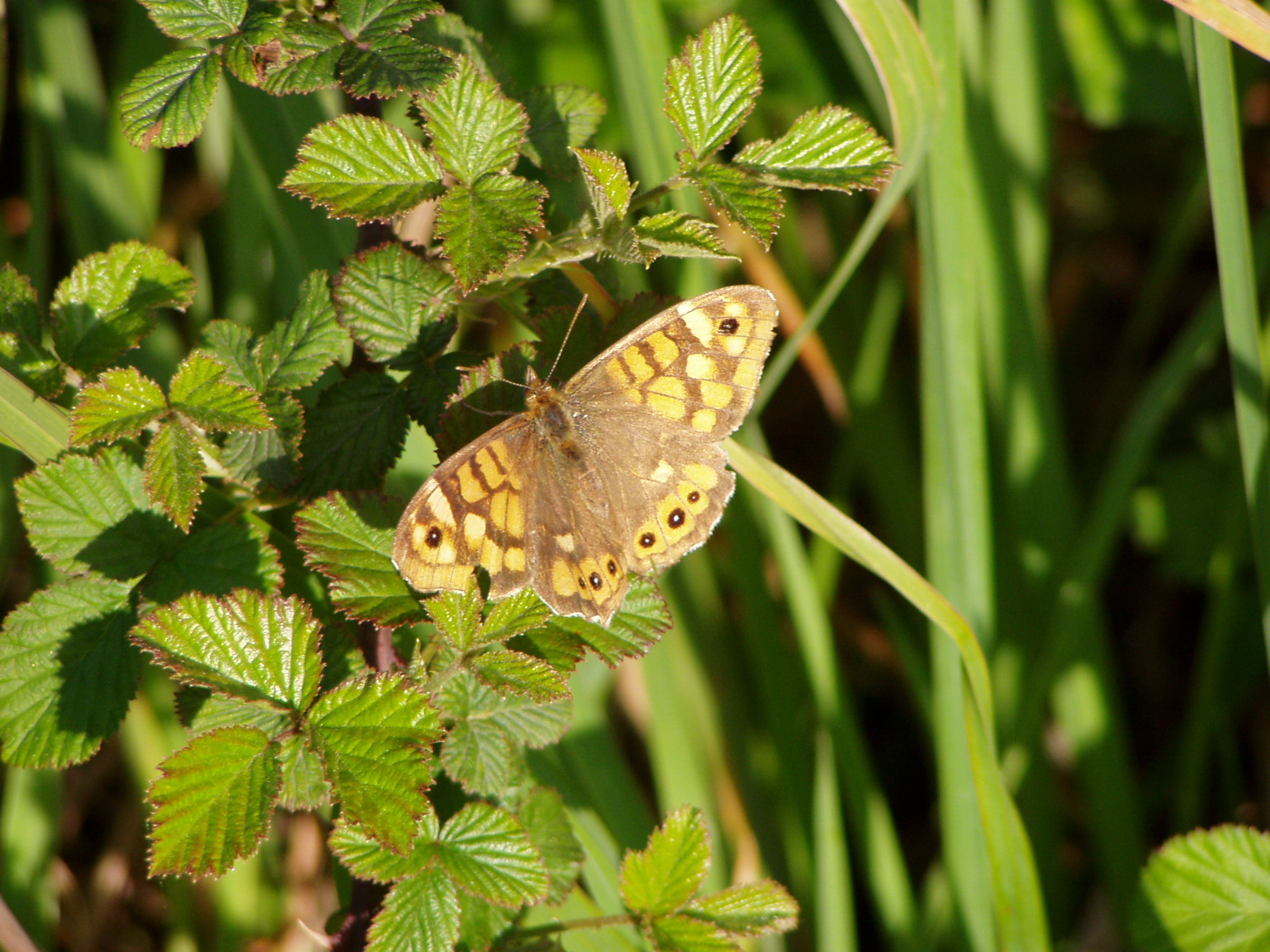
Nőstény P. a. aegeria
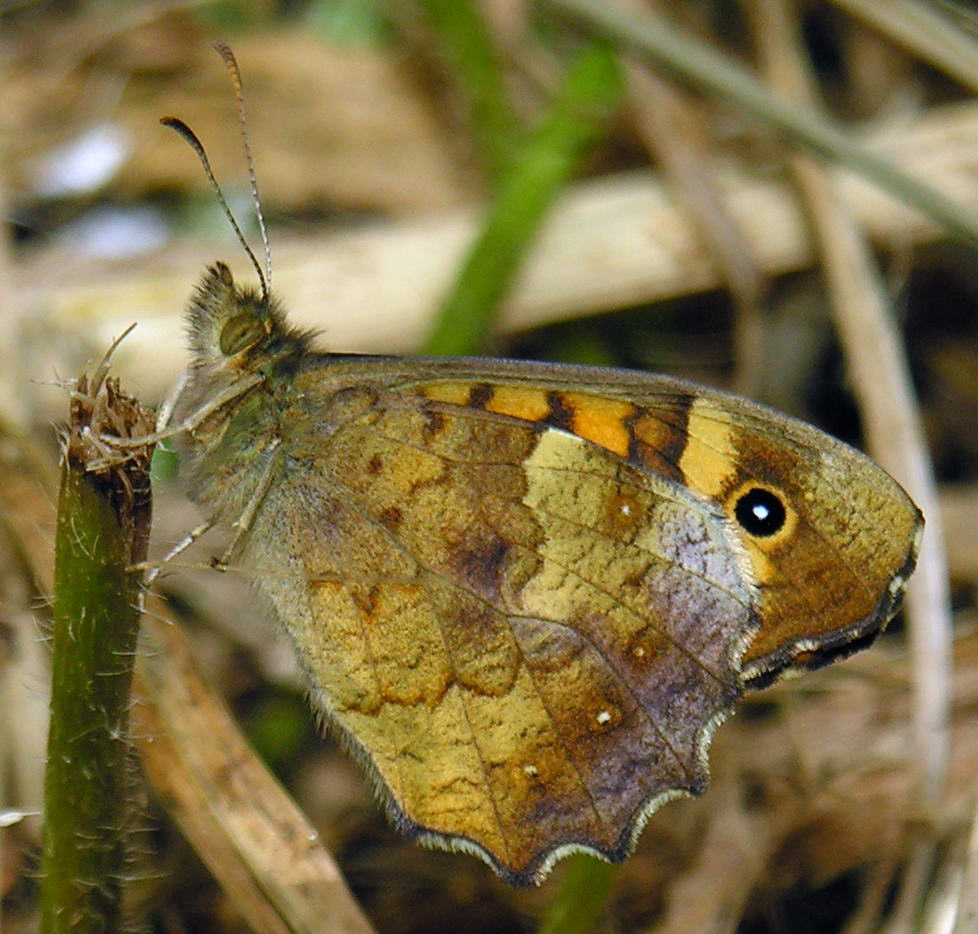
P. a. aegeria alsó oldala
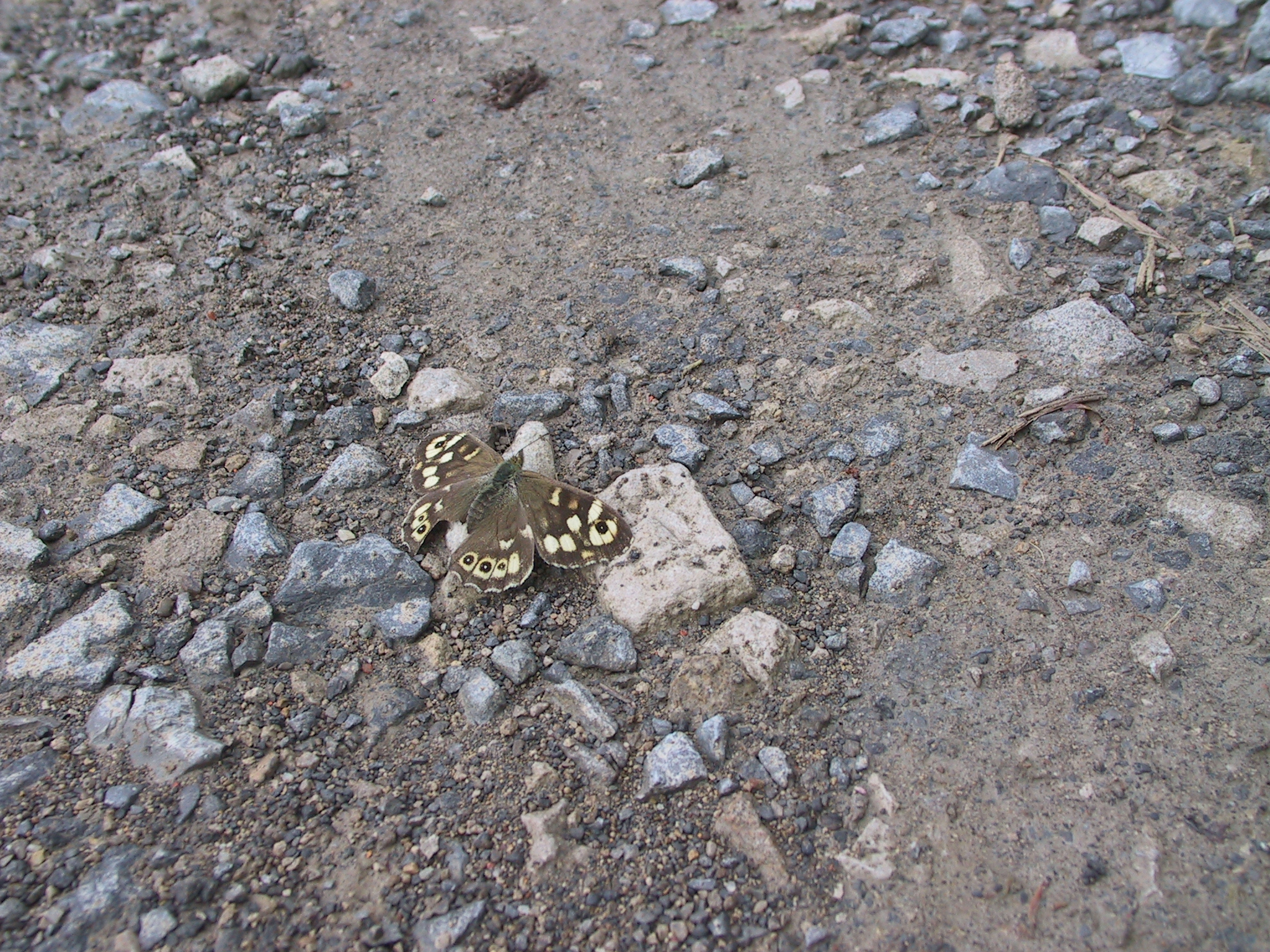
P. a. tircis, világos színű nőstény napozik
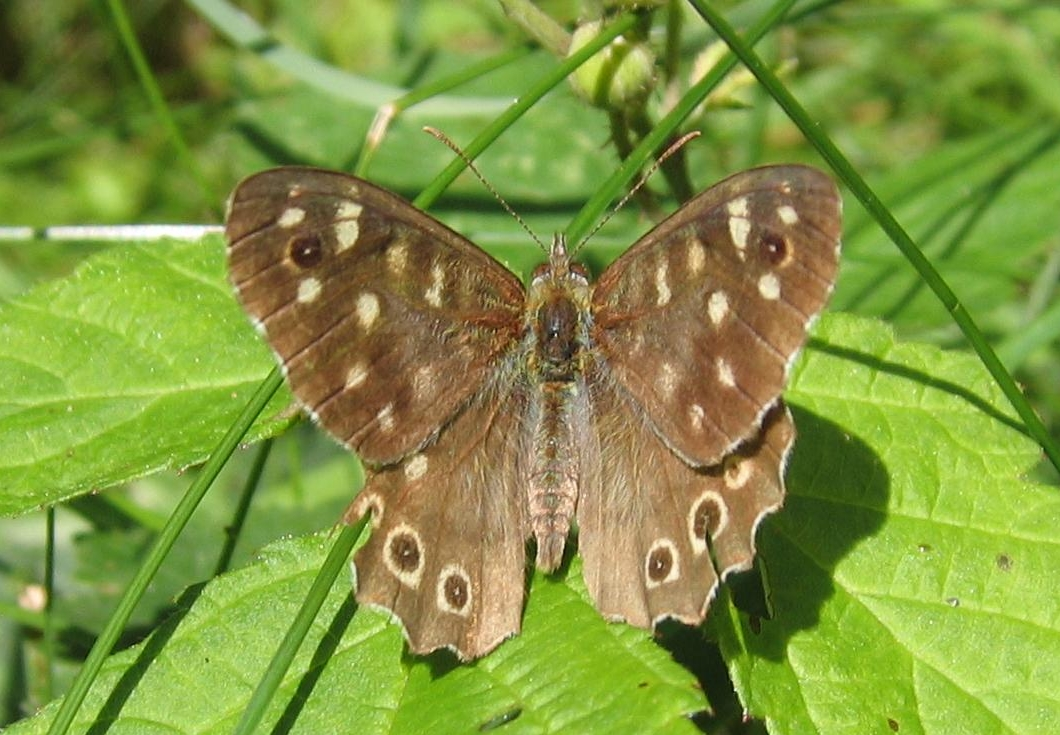
Ragadozó okozta sérülés a bal szárny házuljának szemfoltján

## Fordítás
- Ez a szócikk részben vagy egészben a Speckled Wood című angol Wikipédia-szócikk ezen változatának fordításán alapul.  Az eredeti cikk szerkesztőit annak laptörténete sorolja fel. Ez a jelzés csupán a megfogalmazás eredetét és a szerzői jogokat jelzi, nem szolgál a cikkben szereplő információk forrásmegjelöléseként.